# سارا فيشر
سارا فيشر (بالسويدية: Sara Fischer)‏ هي متزلجة سويدية، ولدت في 19 سبتمبر 1979 في مالونك في السويد.

## وصلات خارجية
- سارا فيشر على موقع الاتحاد الدولي للتزلج (ركوب لوح الثلج) (الإنجليزية)
- سارا فيشر على موقع أوليمبيديا (الإنجليزية)
- سارا فيشر على موقع اللجنة الأولمبية السويدية (السويدية)